# Шон О'Браєн (велогонщик)
Шон О'Браєн (англ. Shaun O'Brien, 31 травня 1969) — австралійський велогонщик.
Срібний призер Олімпійських Ігор 1992 року в командній гонці переслідування.
Срібний призер Ігор Співдружності 1990 (командна гонка переслідування), 1990 (скретч на 10 миль) років.